# S-500
Die S-500 Prometei (russisch С-500 Прометей, Prometheus) ist ein russisches Raketenabwehrsystem von Almas-Antei. Eine alternative Bezeichnung lautet 55R6M „Triumfator-M“ (55Р6М Триумфатор-М).

## Entwicklungsgeschichte
Im Jahr 2002 begann Almas-Antei mit dem Projekt „Wlastelin“ (russisch Властелин), mit einer umfassenderen Modernisierung des Raketen- und Flugabwehrsystems S-300WM. Das Projekt verwendete später die Bezeichnung S-500 und erhielt schließlich den Codenamen „Prometei“ (Prometheus). Als ein vorrangig auf die Abwehr ballistischer Raketen spezialisiertes System hätte es – in Ergänzung zur S-400 Triumf – ab 2016 in Dienst gestellt werden sollen. Nach einigen Verzögerungen begannen die konkreten Entwicklungsarbeiten erst im Jahr 2010 und der geplante Indienststellungstermin im Jahr 2016 konnte nicht eingehalten werden.
Die ersten Schießversuche wurden Ende Juni 2014 durchgeführt. Der erste Langstrecken-Schießversuch des Systems fand im Jahr 2018 auf dem Übungsgelände Sary-Schagan statt, bei dem ein Ziel in 480 km Entfernung getroffen worden sein soll. Im Dezember 2019 erklärte der stellvertretende russische Verteidigungsminister, dass vorläufige staatliche Tests ab dem Jahr 2020 stattfinden sollen.
Im Juli 2021 fand ein erster erfolgreicher Test eines Serien-Systems auf dem Testgelände Kapustin Jar statt. Im Dezember 2021 sei laut der staatlichen Nachrichtenagentur RIA Novosti bei Übungen in der Arktis erstmals eine mit Hyperschallgeschwindigkeit fliegende Rakete abgefangen worden. Im Oktober 2021 wurde von der staatlichen Nachrichtenagentur TASS vermeldet, dass die erste S-500-Batterie für die Truppenerprobung in die Weltraumtruppen eingegliedert worden sei und zur Luftverteidigung Moskaus eingesetzt werde. Diese Batterie sei aber noch nicht voll ausgerüstet. Neben verschiedenen noch nicht fertig entwickelten Komponenten würden auch die exoatmosphärischen Abfangraketen fehlen.
Anfang 2022 wurde von dem vom russischen Verteidigungsministerium betriebenen Sender Swesda vermeldet, dass eine zweite S-500-Batterie bis zum Jahr 2025 an die Streitkräfte Russlands geliefert werden soll. Weiter wurde berichtet, dass die Serienproduktion vorbereitet würde. Die Raketen werden in eigens dafür eingerichteten Werken in Kirow und Nischni Nowgorod hergestellt. Nachdem Sergei Tschemesow, Rostec-Generaldirektor, erklärte, dass am 30. Juni 2019 mit der Serienproduktion der Raketen begonnen werden soll, geschah dies erst im April 2022.
Im Februar 2024 sollen bei einer weiteren Testkampagne erfolgreich Ziele mit Hyperschallgeschwindigkeit abgefangen worden sein. Weiter berichtete Sergei Schoigu im April 2024, dass sich die S-500 kurz vor der Indienststellung befinde. Im Westen geht man davon aus, dass sich die Serienproduktion der S-500 aufgrund der Sanktionen gegen Russland seit dem Überfall auf die Ukraine vermutlich auf unbestimmte Zeit verzögern wird.

## Konzeption
Neben den Radaranlagen bilden laut der staatlichen russischen Nachrichtenagentur Sputnik das Herzstück der S-500 die Abfangraketen „77N6-N“ (russisch 77H6-H) und 77N6-N1. Diese basieren auf den 9M82- und 9M83-Lenkwaffen des S-300WM-Systems, unterscheiden sich aber in Größe und Reichweite. Da der ABM-Vertrag die Maximalgeschwindigkeit der 9M82- und 9M83-Lenkwaffen auf 3000 m/s begrenzte, ist anzunehmen, dass die neuen Abfangraketen nach dem Aufkündigen des Vertrages eine höhere Geschwindigkeit erreichen. Die Abfangraketen sind in erster Linie für den Einsatz gegen ballistische Raketen in der Atmosphäre und am Rande des Weltraums vorgesehen. Die maximale Schussdistanz der S-500 beträgt nach Herstellerangaben rund 500 km bis zu einer Höhe von rund 100 km. Das S-500-System soll imstande sein, gleichzeitig zehn Interkontinentalraketen bzw. deren Sprengköpfe zu bekämpfen. Dabei sollen Ziele bis zu einer maximalen Fluggeschwindigkeit von 7.000 m/s (25.200 km/h) bekämpft werden können. Die Abfangraketen sollen ballistische Raketen durch einen direkten Treffer (englisch: „Hit-To-Kill“) zerstören und somit eine sichere Vernichtung des Gefechtskopfes gewährleisten. Die anfänglich berichtete Fähigkeit zur Antisatellitenwaffe wird von westlichen Experten angezweifelt.
Die frei zugänglichen Informationen über das Waffensystem sind begrenzt. Illustrationen aus dem Jahr 2011 zeigen gepanzerte, geländegängige Lastkraftwagen der Reihen BAS-6909 und BAS-6403 aus der Fertigung des Brjansker Automobilwerks mit drei, vier und fünf Achsen als Plattformen für mehrere Komponenten des S-500. Die Transport- und Startbehälter der Abfangraketen ähneln stark den entsprechenden Fahrzeugen für S-300W aus der Produktion des Kirowwerks. Die Verlastung auf LKW würde eine deutliche Mobilitätssteigerung gegenüber älteren sowjetischen bzw. russischen Raketenabwehrsystemen bedeuten.
Das Gesamtsystem wird anfangs wohl auf viele Elemente des Vorgängers S-300WM und der S-400 zurückgreifen, darunter die Radaranlagen 98L6, 91N6 und 96L6-TsP (unter der Bezeichnung 96L6 Teil des S-400) sowie das Mastsystem 40W6MT (S-400: 40W6M/MD). Der Feuerleitstand wird mit 55K6MA bezeichnet, was auf eine modernisierte Version dieser Komponente aus dem System S-400 mit der Typenbezeichnung 55K6 hindeutet. Zudem wird ein weiterer Typ eines Feuerleitstands mit der Kennung 85Sch6-2 erwähnt, möglicherweise eine Leiteinheit für eine verstärkte Batterie.

## Einsatz
Im Juni 2024 berichtete der Militärnachrichtendienst der Ukraine, dass eine russische S-500-Batterie auf der Krim stationiert worden war. Die S-500-Batterie wurde zum Schutz der Krim-Brücke dorthin verlegt.

## Nutzerstaaten
- Russland – Seit 2024 befindet sich vier S-500-Batterien im 15. Luftabwehrregiment der Weltraumtruppen in der Truppenerprobung.[27]